# Van Dykes
De Van Dykes was een rondreizende groep lesbisch-separatistische vrouwen, die in 1977 werd opgericht in de Verenigde Staten en ruim drie jaar rondtrok door de VS, Canada en Mexico. 

## Achtergrond

### 'Van' en 'dyke'
In het Engels is een van een busje, ofwel een bestelwagen. Dyke is een plat woord voor lesbo ("pot"), hoewel de term in de loop van de jaren zeventig de rol van geuzennaam kreeg. In de Angelsaksische context werd indertijd met 'dyke' meest de  mannelijke lesbo bedoeld: de butch.

### Separatisme
Separatisme, het zich terugtrekken in uitsluitend door vrouwen bevolkte instellingen en organisaties, is een van de kenmerken van de tweede feministische golf. Het is daarnaast een logisch uitvloeisel van de doctrines van het lesbisch feminisme, dat vrouwen aanmoedigt zich in hun werk, aandacht en relaties vooral op andere vrouwen te richten. Ook het radicaal feminisme, dat stelt dat bevrijding van de vrouw niet binnen de bestaande maatschappelijke structuren gezocht moet worden, heeft aan het separatisme bijgedragen. 
In de loop van de jaren zeventig en begin jaren tachtig werden in Noord-Amerika, West-Europa en Oceanië enkele honderden lesbische communes gevestigd. Daar trachtte men zich te onttrekken aan de door mannen gedomineerde samenleving en een leven op te bouwen naar eigen, feministisch inzicht. Ruwweg twee derde daarvan bevond zich in de VS, meest op het platteland, en werd daar met de term 'women's land' aangeduid.

### Nomaden
De meeste communes stonden open voor bezoeksters, die er korte of langere tijd konden verblijven en participeren in alle aspecten van het groepsleven. Deze gastvrijheid, gecombineerd met de voor lesbische vrouwen in die tijd nog discriminerende wetten en cultuur, leidde ertoe dat talloze vrouwen naar en langs deze communes reisden. Het waren er dermate veel dat de lesbische communebeweging ze als een fenomeen beschouwde en er termen voor hanteerde, zoals "reizende potten", "wilde vrouwen" of "zigeunervrouwen". Voor een aantal van deze leefgemeenschappen in de VS moet dit verschijnsel betekend hebben dat het verloop erg hoog was, waardoor de continuïteit in gevaar kwam.

## Van Dyke
In 1976 kochten Heather Elizabeth Nelson en haar partner Chris Fox, samen met nog een lesbisch stel, een vervallen boerderij nabij Toronto in Canada. Ze wilden er een women's land vestigen, separatistisch, niet-monogaam en voor wat betreft groente zelfvoorzienend. Vanwege kou en ontberingen viel het leven er niet mee. Onderweg naar Toronto ontmoette Nelson in 1977 Ange Spalding die met haar bestelbus door veel warmer streken was getrokken. Een paar uur later dumpte Nelson boerderij en vriendinnen en vormde ze met Spalding de eerste 'Van Dykes'. Nelson noemde zich voortaan Heather Van Dyke en Spalding heette toen Brooke Van Dyke. Na een jaar gingen ze even terug naar Toronto, waar Chris Fox zich bij hen voegde, onder de naam Thorn Van Dyke, met twee andere vrouwen die Judith Van Dyke en Sky Van Dyke gingen heten. Onderweg naar Texas werd nog een Birch Van Dyke opgepikt. De vrouwen noemden zich niet alleen individueel maar ook collectief 'Van Dykes'.
De vrouwen scheerden hun hoofden kaal en gingen alle mannen uit de weg tenzij het niet anders kon: kelners en monteurs bijvoorbeeld. Ze meenden dat de wereld aan "testosteronvergiftiging" ten prooi gevallen was en gingen op zoek naar het pottenparadijs. De Van Dykes reisden naar Mexico, waar ze Chichén Itzá bezochten omdat ze bovenop de pyramides inspiratie dachten te vinden voor hun zoektocht. In plaats daarvan zagen ze er afbeeldingen van het offeren van vrouwen en verlieten ze spoorslags de ruïnestad. Niet lang daarna logeerde het gezelschap bij een lesbische vrouw in Cozumel. Na arrestatie door de lokale politie en een verblijf in een politiebureau van een paar uur, verlieten de Van Dykes het land inderhaast. Ze bezochten daarna lesbische communes in de staten North Carolina, Florida, Texas, Arkansas, New Mexico en Arizona. Met name in Californië en Oregon troffen ze er relatief veel van aan.

### SM
Ze kwamen in contact met de sekspositieve feministen Pat Califia en Gayle Rubin, die net het lesbische sm-collectief Samois hadden opgericht en de Van Dykes wijdden zich aan die tak van erotiek. Ze verzorgden een sm-workshop op het lesbisch-feministische Michigan Womyn's Music Festival van 1979, die met afschuw werd ontvangen. Niet lang na dit optreden viel het gezelschap uiteen.